# Paddy Power
Paddy Power este un bookmaker irlandez fondat în 1988 în Dublin, Irlanda. Compania își desfășoară activitatea printr-un lanț de magazine de pariuri licențiate în Irlanda și Regatul Unit și exploatând cel mai mare serviciu de pariuri telefonice din Irlanda. Pe internet, oferă pariuri sportive, poker online, bingo online, cazinou online și jocuri online. A fuzionat cu Betfair pentru a crea Paddy Power Betfair acum Flutter Entertainment la 2 februarie 2016. Acest site este interzis în România de ONJN. 